# NGC 3735
NGC 3735 je spiralna galaktika u zviježđu Zmaju. 

## Vanjske poveznice
- (eng.) SEDS: NGC 3735
- (eng.) Revidirani Novi opći katalog
- (eng.) Izvangalaktička baza podataka NASA-e i IPAC-a
- (eng.) Astronomska baza podataka SIMBAD
- (eng.) VizieR